# (16159) 2000 AK62
A (16159) 2000 AK62 a Naprendszer kisbolygóövében található aszteroida. A LINEAR projekt keretében fedezték fel 2000. január 4-én.